# Derek Johnstone
Derek Joseph Johnstone (ur. 4 listopada 1953 w Dundee) – szkocki piłkarz występujący podczas kariery na pozycji napastnika, potem obrońcy.

## Kariera klubowa
Większość swojej kariery Derek Johnstone spędził w Rangers, w którym grał w latach 1970-1983. W barwach The Gers zadebiutował 19 września 1970 w wygranym 5-0 meczu z Cowdenbeath F.C., w którym dwukrotnie wpisał się na listę strzelców. Z Rangersami trzykrotnie zdobył mistrzostwo Szkocji w 1975, 1976 i 1978, pięciokrotnie Puchar Szkocji w 1973, 1976, 1978, 1979 i 1981 oraz pięciokrotnie Pucharu Ligi Szkockiej w 1971, 1976, 1978, 1979 i 1982.
Na arenie międzynarodowej zdobył Puchar Zdobywców Pucharów w 1972 (Johnstone wystąpił w finale z Dinamem Moskwa). Indywidualnie w sezonie 1977/78 z 25 bramkami Johnstone był królem strzelców Premier Division. W 1983 przeszedł do angielskiej Chelsea. W Chelsea nie mógł wywalczyć miejsca w składzie i w trakcie sezonu 1984/85 powrócił do Rangersów. Ogółem w barwach The Gers wystąpił w 546 meczach, w których zdobył 210 bramek. Karierę zakończył w drugoligowym Partick Thistle, w którym był grającym trenerem w 1987.
| Sezon   | Klub                 | Kraj    | Rozgrywki        | Mecze | Bramki |
| ------- | -------------------- | ------- | ---------------- | ----- | ------ |
| 1970/71 | Rangers F.C.         | Szkocja | Division One     | 16    | 5      |
| 1971/72 | Rangers F.C.         | Szkocja | Division One     | 16    | 11     |
| 1972/73 | Rangers F.C.         | Szkocja | Division One     | 31    | 4      |
| 1973/74 | Rangers F.C.         | Szkocja | Division One     | 31    | 1      |
| 1974/75 | Rangers F.C.         | Szkocja | Division One     | 27    | 13     |
| 1975/76 | Rangers F.C.         | Szkocja | Premier Division | 33    | 15     |
| 1976/77 | Rangers F.C.         | Szkocja | Premier Division | 27    | 15     |
| 1977/78 | Rangers F.C.         | Szkocja | Premier Division | 33    | 25     |
| 1978/79 | Rangers F.C.         | Szkocja | Premier Division | 31    | 9      |
| 1979/80 | Rangers F.C.         | Szkocja | Premier Division | 33    | 14     |
| 1980/81 | Rangers F.C.         | Szkocja | Premier Division | 26    | 4      |
| 1981/82 | Rangers F.C.         | Szkocja | Premier Division | 28    | 9      |
| 1982/83 | Rangers F.C.         | Szkocja | Premier Division | 18    | 6      |
| 1983/84 | Chelsea F.C.         | Anglia  | Division Two     | 2     | 0      |
| 1983/84 | Dundee United F.C.   | Szkocja | Premier Division | 4     | 0      |
| 1984/85 | Chelsea F.C.         | Anglia  | Division One     | 2     | 0      |
| 1984/85 | Rangers F.C.         | Szkocja | Premier Division | 11    | 1      |
| 1985/86 | Rangers F.C.         | Szkocja | Premier Division | 8     | 0      |
| 1986/87 | Partick Thistle F.C. | Szkocja | Division One     | 4     | 0      |

## Kariera reprezentacyjna
W reprezentacji Szkocji Johnstone zadebiutował 12 maja 1973 w wygranym 2-0 meczu British Home Championship z Walią. W 1978 został powołany do kadry na mistrzostwa świata. Na mundialu w Argentynie był rezerwowym. Ostatni raz w reprezentacji wystąpił 19 grudnia 1979 w przegranym 0-5 meczu eliminacji Euro 1980 z Belgią. Ogółem w reprezentacji rozegrał 14 meczów, w których zdobył dwie bramki.
| Mecze i gole w reprezentacji | Mecze i gole w reprezentacji | Mecze i gole w reprezentacji | Mecze i gole w reprezentacji | Mecze i gole w reprezentacji | Mecze i gole w reprezentacji | Mecze i gole w reprezentacji |
| #                            | Data                         | Miasto                       | Przeciwnik                   | Gol                          | Wynik                        |                              |
| ---------------------------- | ---------------------------- | ---------------------------- | ---------------------------- | ---------------------------- | ---------------------------- | ---------------------------- |
| 1.                           | 12.05.1973                   | Wrexham                      | Walia                        |                              | 2:0                          | British Home Championship    |
| 2.                           | 16.05.1973                   | Glasgow                      | Irlandia Północna            |                              | 1:2                          | British Home Championship    |
| 3.                           | 19.05.1973                   | Londyn                       | Anglia                       |                              | 0:1                          | British Home Championship    |
| 4.                           | 22.06.1973                   | Berno                        | Szwajcaria                   |                              | 0:1                          | towarzyski                   |
| 5.                           | 30.06.1973                   | Glasgow                      | Brazylia                     |                              | 0:1                          | Mecz 100-lecia SFA           |
| 6.                           | 30.10.1974                   | Glasgow                      | NRD                          |                              | 3:0                          | towarzyski                   |
| 7.                           | 16.04.1975                   | Göteborg                     | Szwecja                      |                              | 1:1                          | towarzyski                   |
| 8.                           | 07.04.1976                   | Glasgow                      | Szwajcaria                   |                              | 1:0                          | towarzyski                   |
| 9.                           | 08.05.1976                   | Glasgow                      | Irlandia Północna            |                              | 3:0                          | British Home Championship    |
| 10.                          | 15.05.1976                   | Glasgow                      | Anglia                       |                              | 2:1                          | British Home Championship    |
| 11.                          | 22.02.1978                   | Glasgow                      | Bułgaria                     |                              | 2:1                          | towarzyski                   |
| 12.                          | 13.05.1978                   | Glasgow                      | Irlandia Północna            | Gol                          | 1:1                          | British Home Championship    |
| 13.                          | 17.05.1978                   | Glasgow                      | Walia                        | Gol                          | 1:1                          | British Home Championship    |
| 14.                          | 19.12.1979                   | Glasgow                      | Belgia                       |                              | 1:3                          | el. Euro 1980                |